# Kutusowo (Kaliningrad, Osjorsk)
Kutusowo (russisch Кутузово, deutsch Kleszowen, 1936–1938 Kleschowen, 1938–1945 Kleschauen) ist ein Ort in der russischen Oblast Kaliningrad. Er gehört zur kommunalen Selbstverwaltungseinheit Munizipalkreis Osjorsk im Rajon Osjorsk.

## Geographische Lage
Kutusowo liegt zehn Kilometer südöstlich der Rajonstadt Osjorsk (Darkehmen/Angerapp) und etwa zwei Kilometer nördlich der russisch-polnischen Grenze. Durch den Ort verläuft die Regionalstraße 27K-A43 (ex Reichsstraße 137) zur russisch-polnischen Staatsgrenze, wo es aber keinen Grenzübergang gibt.
Ein Bahnanschluss besteht nicht. Bis 1945 war das zwei Kilometer entfernte Wikischken (1938–1945 Wiecken, heute russisch Bagrationowo) die nächste Bahnstation an der Strecke von Insterburg über Goldap nach Lyck (heute polnisch: Ełk).
Im südöstlich des Ortes gelegenen osero Wikowskoje (dt. Kleszowener See bzw. Kleschauer See) entspringt die Wiek (heute russisch: Wika), die später in die Angerapp (Angrapa) mündet.

## Ortsname
Die Ortsbezeichnung Kutusowo kommt in Russland mehrfach vor. Sie erinnert an den russischen General Michail Illarionowitsch Kutusow (1745–1813), der die napoleonischen Truppen 1812 an der Beresina stoppte.

## Geschichte

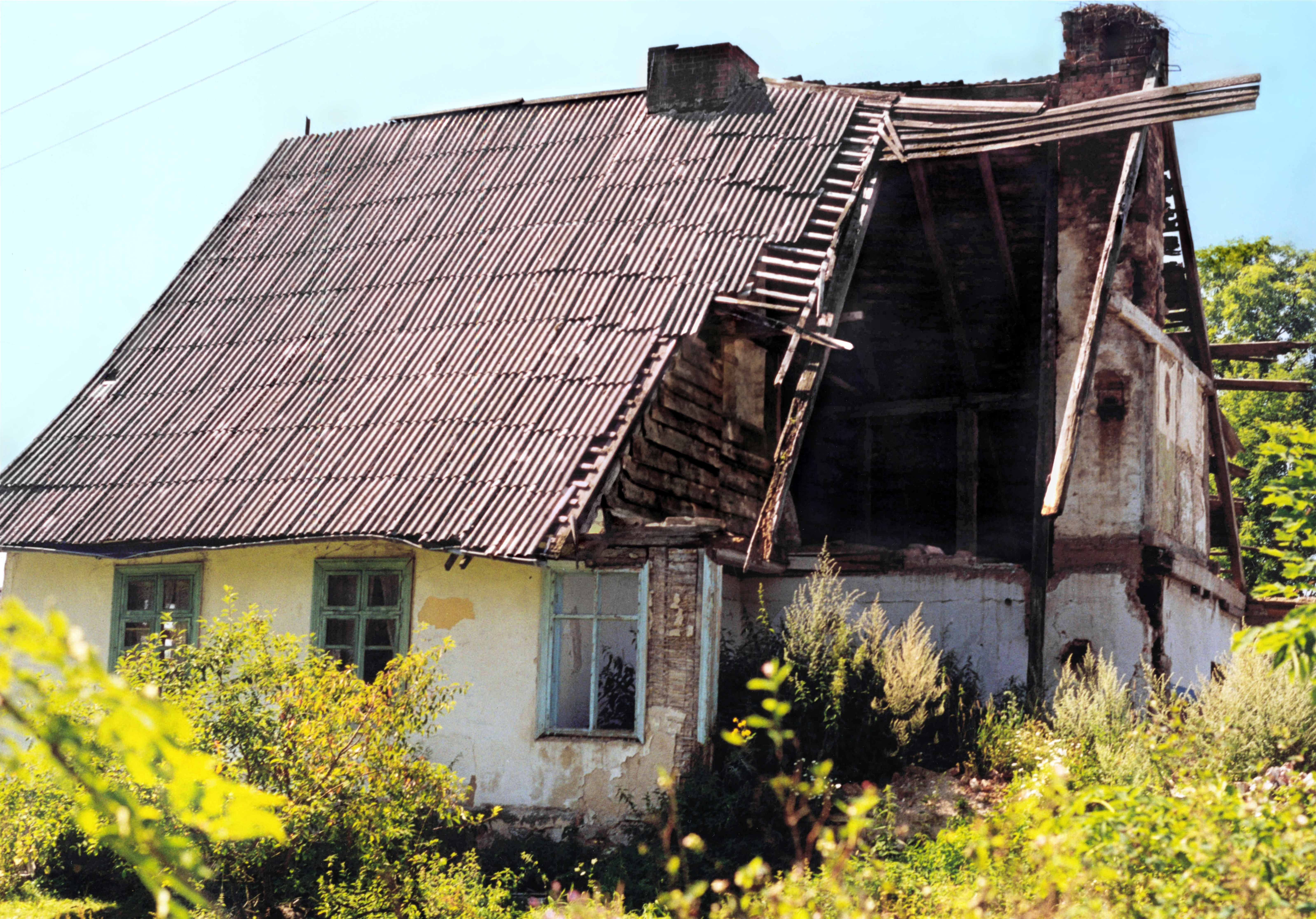
Halbseitig eingestürztes Wohnhaus in Kutusowo (Aufnahme vom August 1999). Die linke Haushälfte war zum Zeitpunkt der Aufnahme noch bewohnt.

Der Gutsbezirk Kleszowen war seit 1874 Namensgeber eines Amtsbezirks im Kreis Darkehmen, zu dem er fortan gehörte. Zu Beginn des Ersten Weltkrieges wurde Kleszowen nach der Schlacht bei Gumbinnen bis zur Schlacht an den Masurischen Seen von der Russischen Armee im August/September 1914 kurzzeitig besetzt und verwüstet. Am 30. September 1928 wurde der Gutsbezirk Kleszowen in eine Landgemeinde umgewandelt, deren Name 1936 in „Kleschowen“ und am 3. Juni 1938 (mit amtlicher Bestätigung vom 16. Juli 1938) noch einmal in „Kleschauen“ verändert wurde.
Im Januar 1945 wurde der Ort von der Roten Armee besetzt. Die neue Polnische Provisorische Regierung ging zunächst davon aus, dass er mit dem gesamten Kreis Darkehmen (Angerapp) unter ihre Verwaltung fallen würde. Im Potsdamer Abkommen (Artikel VI) von August 1945 wurde die neue sowjetisch-polnische Grenze aber unabhängig von den alten Kreisgrenzen anvisiert, wodurch der Ort unter sowjetische Verwaltung kam. Im November 1947 erhielt er den russischen Namen Kutusowo und wurde gleichzeitig dem Dorfsowjet Bagrationowski selski Sowet in Rajon Osjorsk zugeordnet. Die polnische Umbenennung des Ortes in Kleszczewo im Juni 1948 wurde nicht mehr wirksam. Von 2008 bis 2014 gehörte Kutusowo zur Landgemeinde  Gawrilowskoje selskoje posselenije, von 2015 bis 2020 zum Stadtkreis Osjorsk und seither zum Munizipalkreis Osjorsk.

### Einwohnerentwicklung
| Jahr | Einwohner |
| ---- | --------- |
| 1818 | 212       |
| 1863 | 283       |
| 1910 | 257       |
| 1925 | 242       |
| 1933 | 209       |
| 1939 | 163       |
| 2002 | 76        |
| 2010 | 54        |

### Amtsbezirk Kleszowen/Kleschauen 1874–1945
Am 6. Mai 1874 wurde Kleszowen Sitz und namensgebendes Dorf eines Amtsbezirks im Kreis Darkehmen. Ihm gehörten ununterbrochen bis 1945 folgende Landgemeinden (LG) bzw. Gutsbezirke (GB) an:
| Name (bis 1938)                       | Name (1938–1945) | Name nach 1945 | Bemerkungen            |
| ------------------------------------- | ---------------- | -------------- | ---------------------- |
| Jodszuhnen (LG), ab 1936: Jodschuhnen | Jodanen          |                |                        |
| Kleszowen (GB), ab 1936: Kleschowen   | Kleschauen       | Kutusowo       | Seit 1928 Landgemeinde |
| Kuddern (LG)                          | Kudern           | Bagrjanowo     |                        |
| Tautschillen (LG)                     | Altentrift       | Borowitschi    |                        |
| Uszballen (LG), ab 1936: Uschballen   | Langenrück       | Użbale         |                        |
| Worellen (LG)                         | Runden           | Nowoselzewo    |                        |

Von etwa 1900 bis 1928 gehörte auch der Gutsbezirk Kleszowen Mühle (heute russisch Waldaiskoje) zum Amtsbezirk Kleszowen. Am 12. Januar 1939 wurde der Amtsbezirk in Kleschauen umbenannt.

## Kirche

### Kirchengemeinde
Eine evangelische Kirchengemeinde mit einem weitläufigen Pfarrsprengel wurde im Jahre 1684 gegründet. Seit 1701 hat Kleszowen einen eigenen Geistlichen. Gehörte das Dorf früher zur Inspektion Gumbinnen (heute russisch: Gussew), so war es bis 1945 dann in den Kirchenkreis Darkehmen/Angerapp in der Kirchenprovinz Ostpreußen der Kirche der Altpreußischen Union eingegliedert.
In der Zeit der Sowjetunion waren alle kirchlichen Aktivitäten verboten. In den 1990er Jahren bildete sich im Nachbarort Gawrilowo (Gawaiten, 1938–1946 Herzogsrode) eine neue evangelische Gemeinde, die sich der – ebenfalls neugegründeten – Propstei Kaliningrad in der Evangelisch-Lutherischen Kirche Europäisches Russland zuordnete. Das zuständige Pfarramt ist das der Salzburger Kirche in Gussew (Gumbinnen).

### Kirchspiel
Das weitflächige Kirchspiel Kleszowen umfasste insgesamt 19 Ortschaften, in denen 1912 zusammen 2.654 Einwohner lebten und in sechs Schulen sieben Lehrer unterrichteten. Heute durchtrennt die russisch-polnische Staatsgrenze das Gebiet des Kirchspiels, zu dem bis 1945 gehörten:
| Name (bis 1938)                  | Name (1938–1946) | Name (seit 1946)/Land  |
| -------------------------------- | ---------------- | ---------------------- |
| Abschermeningken                 | Almental         | Obszarniki/Polen       |
| Astrawischken                    | Großzedmar       | Serewo/Russland        |
| Auxkallen                        | Roßkamp          | unbenannt/Russland     |
| Jagotschen                       | Gleisgarben      | Jagoczany/Polen        |
| Jodszuhnen, ab 1936: Jodschuhnen | Jodanen          | unbenannt/Russland     |
| Klein Kolpacken                  | Kleinbachrode    | Prochladnoje/Russland  |
| Kleszowen, ab 1936: Kleschowen   | Kleschauen       | Kutusowo/Russland      |
| Kohlau                           | Kohlau           | Kolzowo/Russland       |
| Krugken                          | Krucken          | Kruki/Polen            |
| Kuddern                          | Kudern           | Bagrjanowo/Russland    |
| Masutschen                       | Oberhofen        | Mażucie/Polen          |
| Petrelskehmen                    | Peterkeim        | Pietraszki/Polen       |
| Raudohnen                        | Raunen           | Wolkowo/Russland       |
| Skallischkehmen                  | Großsteinau      | Skaliszkiejmy/Polen    |
| Tautschillen                     | Altentrift       | Borowitschi/Russland   |
| Uszballen, ab 1936: Uschballen   | Langenrück       | Użbale/Polen           |
| Wantischken                      | Grünsiedel       | Wjoschenskaja/Russland |
| Wikischken                       | Wiecken          | Bagrationowo/Russland  |
| Worellen                         | Runden           | Nowoselzewo/Russland   |

### Pfarrer
Von 1701 bis 1945 amtierten in Kleszowen/Kleschauen 22 evangelische Geistliche:
- Christoph Geystadt, 1701–1715
- Johann Jacob Pauli, 1715–1737
- Johann Friedrich Wengrovius, 1737–1749
- Paul Schröder, 1749–1765
- Johann Friedrich Pusch, 1765–1780
- Friedrich Michael Cibrovius, 1780–1800
- Bernhard August Förster, 1800–1802
- Johann Bernhard Wach, 1802–1818
- Johann Ernst Haak, 1819–1825
- Karl August Eduard Werner, 1825–1834
- Ernst Hermann Gustav Böhmer, 1834–1852
- Wilhelm Viktor Alexander Zippel, 1853–1867[13]
- C. F. Rudolf Wilimzig, 1868–1878
- Adolph Eduard Rudloff, 1879–1880
- Albert Leongard H. Wodaege, 1880–1888
- Heinrich Otto Walter Vossius, 1888–1904
- Gustav Bergius, 1904–1908
- Alexander Heinrich Paul Hoffmann, 1908–1912
- Anton Cäsar Doskocil, 1913–1921
- Alexander Wiedow, 1921–1926
- Helmut Liedtke, 1926–1936
- Günther Warm, 1939–1945

### Kirchenbücher
Es sind zahlreiche Kirchenbücher erhalten und befinden sich im Evangelischen Zentralarchiv in Berlin-Kreuzberg:
- Taufen (1874–1944),
- Trauungen (1836–1944),
- Bestattungen (1858–1944),
- Konfirmationen (1858–1944),
- Kommunikanten (1937–1944),

sowie Gefallene 1914–1918.

## Persönlichkeiten des Ortes
- Emil von Sperber (1815–1880), Rittergutsbesitzer und Reichstagsabgeordneter
- Emil Victor von Sperber (1848–1903), Rittergutsbesitzer und Reichstagsabgeordneter